# Luigi Piavi

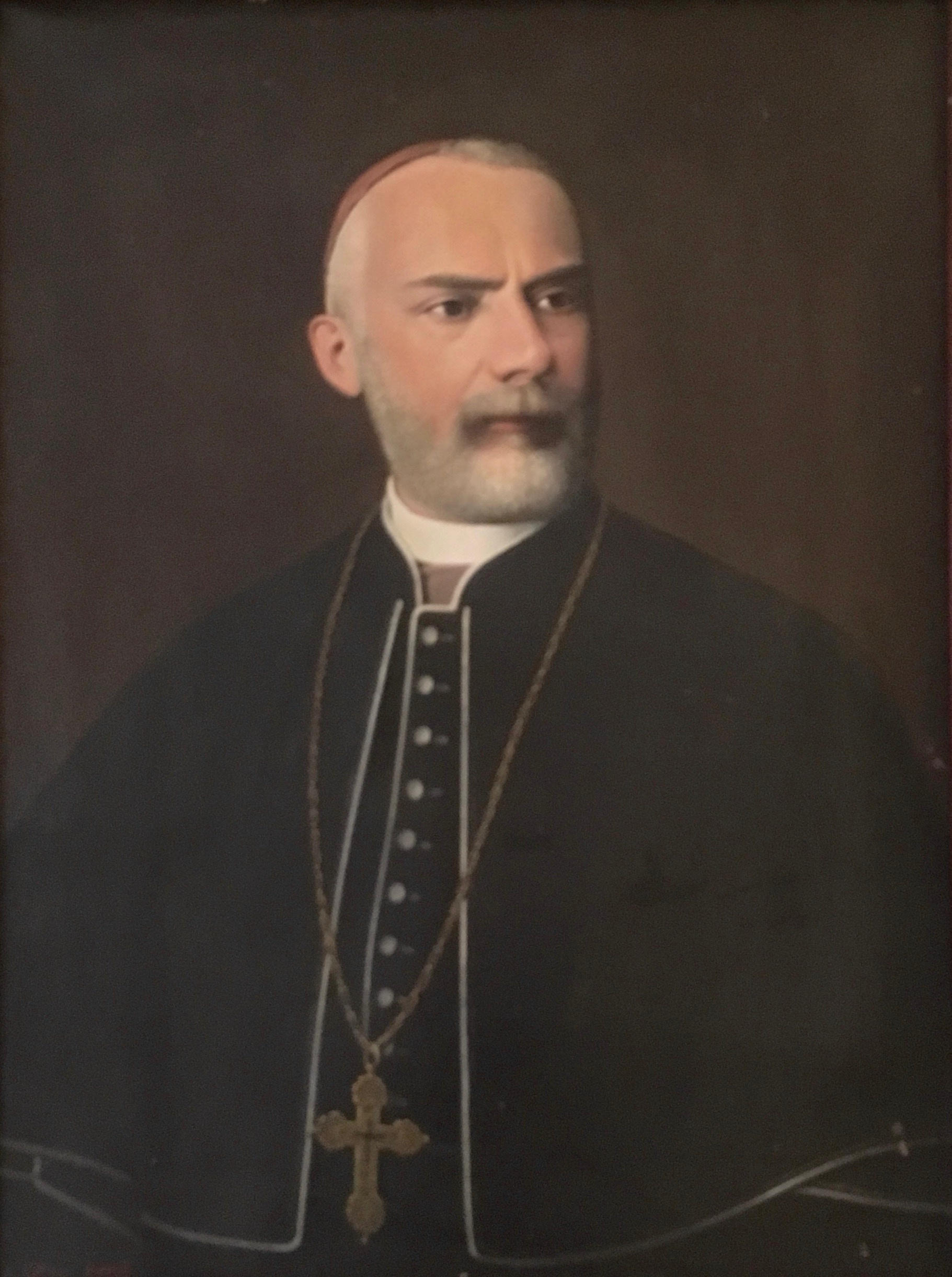
Patriarch Luigi Piavi (Porträt im Lateinischen Patriarchat von Jerusalem)

Luigi Piavi (Biavi) OFM (* 17. März 1833 in Ravina, Italien; † 24. Januar 1905 in Jerusalem) war Lateinischer Patriarch von Jerusalem.

## Leben

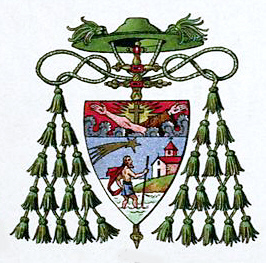
Patriarchenwappen Luigi Pivai

Luigi Piavi empfing 1855 die Priesterweihe. Papst Pius IX. ernannte Luigi Piavi 1876 zum Apostolischen Delegaten in Syrien und setzte ihn als Apostolischen Vikar von Aleppo ein. Die Bischofsweihe zum Titularerzbischof von Siunia empfing er am 18. November 1876. 1889 ernannte ihn Papst Leo XIII. zum Patriarchen von Jerusalem, dem einzigen katholischen Lateinischen Patriarchen im Osten.
Von 1889 bis zu seinem Tode 1905 war er Großmeister des Ritterordens vom Heiligen Grab.